# Хюлскер, Ян
Ян Хюлскер (1907—2002) — нидерландский искусствовед и литературовед, преподаватель Лейденского и профессор Викторианского университетов, исследователь творчества Винсента Ван Гога, автор каталога-резоне его творчества, систематизатор и публикатор его писем.

## Биография
Родился 2 октября 1907 года в Гааге. Образование получил в Лейденском университете, где в 1946 году получил докторскую степень по филологии (его диссертация была посвящена творчеству писателя Арта ван дер Леува). С 1948 по 1954 год он возглавлял в университете факультет искусств, как исследователь специализировался на нидерландской живописи. Затем работал в Министерстве культуры Нидерландов, где возглавлял художественный департамент.
С 1950-х годов область его исследований охватила переписку Винсента Ван Гога. Хюлскер был первым, кто попытался идентифицировать все работы, упомянутые в письмах художника. Принятая им систематизация писем Ван Гога и их датировка признана во всём мире.
В 1960-х годах Хюлскер был включён в группу исследователей, готовивших к публикации незаконченную рукопись каталога-резоне творчества Ван Гога, составленного Якобом Бартом де ла Фаем (этот каталог был опубликован в 1970 году). В 1986 году им была опубликована первая редакция своего каталога-резоне Ван Гога. В 1996 году вышло второе значительно дополненное издание каталога. Если в каталоге Фая была представлена подробная информация о провенансе картин и выставках и сам каталог структурирован тематически (живопись и графика были разделены), то Хюлскер в своей работе отказался от исследования провенанса, но расположил все произведения Ван Гога строго хронологически без разделения по типам. Кроме того, он каждое произведение снабдил обширным научным комментарием. Таким образом каталоги Фая и Хюлскера взаимодополняют друг друга.
В 1981 году Хюлскер с женой переехали в Канаду, где он был принят адъюнкт-профессором в Викторианский университет.
Скончался 9 ноября 2002 года в Виктории (Британская Колумбия, Канада).

## Награды и премии
Хюлскер был награждён серебряной медалью Королевской академии наук и искусств Нидерландов.